# Calepitrimerus achilleae
Calepitrimerus achilleae är en spindeldjursart som beskrevs av Heikki Roivainen 1950. Calepitrimerus achilleae är ett kvalster som ingår i släktet Calepitrimerus, och familjen Eriophyidae. Arten är reproducerande i Sverige.